# Diplom-Anglist
Der Hochschulabschluss Diplom-Anglist/in (Dipl.-Angl.) oder auch Diplom-Wirtschaftsanglist/in wurde in Deutschland ab den späten 1970er Jahren von ausgewählten Universitäten nach einer Regelstudienzeit von vier bis fünf Jahren als akademischer Grad an Absolventen des interdisziplinären Diplomstudienganges Diplom-Anglistik verliehen. Der Studiengang setzte sich sowohl aus dem Kernfach der anglistischen Literatur- und/oder Sprachwissenschaft als auch dem Sachfach der Wirtschaftswissenschaft (wahlweise Betriebswirtschaftslehre (Dipl.-Angl. BWL) oder Volkswirtschaftslehre (Dipl.-Angl. VWL)) zusammen. In dieser Hinsicht unterscheidet sich die wirtschaftswissenschaftlich geprägte Diplom-Anglistik von der rein literatur-, sprach- und ggf. kulturwissenschaftlichen Anglistik in den (ehemaligen) Magister- oder Lehramtsstudiengängen. Wie die meisten Diplom-Studiengänge wurde auch die Diplom-Anglistik im Zuge des Bologna-Prozesses von den Universitäten spätestens ab Ende der 2000er Jahre in andere Studiengangsformen umgewandelt.

## Geschichte des Studiengangs
Analog boten die meisten Universitäten den Diplomstudiengang auch für Studenten der Romanistik oder auch der Slawistik in Verbindung mit den Wirtschaftswissenschaften an. An der Universität Kassel, beispielsweise, wurde der Studiengang Diplom-Anglistik, zusammen mit der Diplom-Romanistik, 1979 eingeführt, um „als geisteswissenschaftlich orientierter Studiengang auf einen berufsqualifizierenden Abschluß für Tätigkeitsbereiche außerhalb der Schule“ hinzuführen. An der Universität Mannheim konnten ab 1991 im Rahmen des Diplomstudienganges Philologie mit wirtschaftswissenschaftlicher Qualifikation die Kernfächer der Anglistik, Romanistik, Slawistik oder Japanologie mit den Wirtschaftswissenschaften kombiniert werden.
Der Abschluss Diplom-(Wirtschafts-)Anglist berechtigt, wie alle universitären Diplomstudiengänge, unter Einhaltung bestimmter Voraussetzungen (bspw. in der Regel Mindestnote „gut“) zur Promotion. Im Rahmen der Umstellung auf Bachelor- und Mastergrade wurde der Grad Diplom-Anglist wie die meisten Diplom-Grade seit spätestens Ende der 2000er Jahre an deutschen Universitäten im Zuge des Bologna-Prozesses sukzessive abgeschafft. So vergibt die Universität Mannheim statt des Grades Diplom-Anglist seit 2006 als zweiten berufsqualifizierenden Abschluss den Grad Master of Arts mit dem Zusatz „Kultur und Wirtschaft Anglistik/Amerikanistik“, für den allerdings ein vorheriger Hochschulabschluss, bspw. im Rahmen eines Bachelor-Studienganges, nötig ist.

## Zugangsvoraussetzung
Ein Studium der Diplom-Anglistik an einer deutschen Universität setzte mindestens die fachgebundene Hochschulreife voraus. An vielen Universitäten war der Studiengang zulassungsbeschränkt; einige Universitäten führten zur Überprüfung der sprachlichen Qualifikation der Studienbewerber eigene Auswahlverfahren durch.

## Aufbau des Studiums
Die Regelstudienzeit betrug, je nach Universität, acht bis zehn Semester. Das Studium der Diplom-Anglistik gliederte sich in Grund- und Hauptstudium: das Grundstudium dauerte grundsätzlich vier Semester und wurde mit dem Vor-Diplom abgeschlossen; das Hauptstudium dauerte in der Regel weitere vier bis sechs Semester, umfasste eine Diplomarbeit und wurde mit dem Diplom beendet. Auslandssemester im englischen Sprachraum und ggf. auch der Nachweis von berufspraktischen Erfahrungen während des Studiums wurden je nach Prüfungsordnung entweder empfohlen oder vorausgesetzt.
Das Grundstudium bestand, ebenso wie das Hauptstudium, aus dem Kernbereich der Anglistik und dem Sachbereich der Wirtschaftswissenschaft, wobei die Studierenden bei Studienbeginn einmalig zwischen der Betriebswirtschaftslehre und der Volkswirtschaftslehre wählen mussten.  Je nach Universität waren die Studiengänge modularisiert und die Studenten konnten somit ihren Studienablauf entsprechend der Prüfungsordnungen selbst gestalten, oder die Universität gab die Abfolge der vorzuweisenden Prüfungsleistungen vor.

### Grundstudium
Ein Beispiel für den Aufbau des Grundstudiums:
Kernbereich Anglistik
- Einführung in die anglistische Sprachwissenschaft
- Einführung in die anglistische Literaturwissenschaft (Anglistik/Amerikanistik)
- Proseminare Sprachwissenschaft
- Proseminare Literaturwissenschaft (aus den separaten Bereichen Anglistik und Amerikanistik)
- Proseminare Landeskunde (britische Studien, amerikanische Studien)
- Übersetzung Englisch-Deutsch, Übersetzung Deutsch-Englisch
- Fachsprachliches Englisch
- Sprachpraxis (Phonologie, Sprachlabor, Textarbeit, ggf. Sprachtests etc.)
- ggf. fachrelevante Studienelemente (bspw. aus den Bereichen Soziologie, Geographie, Geschichte etc.)

Sachbereich Wirtschaftswissenschaft
Betriebswirtschaftslehre
- Marketing
- Kosten- und Leistungsrechnung
- Finanzwirtschaft
- Produktionswirtschaft
- Unternehmenspolitik
- Bilanzierung

oder
Volkswirtschaftslehre
- Mikroökonomik (ggf. über mehrere Semester)
- Makroökonomik (ggf. über mehrere Semester)
- Mathematik für Wirtschaftswissenschaftler (ggf. über mehrere Semester)
- Statistik für Wirtschaftswissenschaftler

Vordiplomprüfung

### Hauptstudium
Ein Beispiel für den Aufbau des Hauptstudiums:
Kernbereich Anglistik
- Hauptseminare/Vorlesungen Sprachwissenschaft
- Hauptseminare/Vorlesungen Literaturwissenschaft (aus den separaten Bereichen Anglistik und Amerikanistik)
- Hauptseminare Landeskunde (britische Studien, amerikanische Studien)
- Fortgeschrittene Übersetzung Englisch-Deutsch, Übersetzung Deutsch-Englisch
- Fortgeschrittenes fachsprachliches Englisch
- Sprachpraxis (Phonologie, Sprachlabor, Textarbeit etc.)
- ggf. fachrelevante Studienelemente (bspw. aus den Bereichen Soziologie, Geographie, Geschichte etc.)

Sachbereich Wirtschaftswissenschaft
Betriebswirtschaftslehre
- Wahlkombination aus Fächern der Allgemeinen Betriebswirtschaftslehre
- Besondere/Spezielle Betriebswirtschaftslehre (in der Regel über mindestens drei Semester)
- Seminar Betriebswirtschaftslehre

oder
Volkswirtschaftslehre
- Wahlkombination aus Fächern der  Allgemeinen Volkswirtschaftslehre
- Besondere/Spezielle Volkswirtschaftslehre (in der Regel über mindestens drei Semester)
- Seminar Volkswirtschaftslehre

Diplomarbeit
Diplomprüfung

## Abschluss
Das Grundstudium endete mit dem Erlangen des Vordiploms. Das Hauptstudium endete mit der Verleihung des akademischen Grades Diplom-Anglist/in bzw. Diplom-Wirtschaftsanglist/in, welcher einen ersten berufsqualifizierenden Hochschulabschluss eines einstufigen Studiengangs darstellt.
Ein universitäres Diplom mit einer Gesamtnote von mindestens gut (Gesamtnotendurchschnitt von 2,5 oder besser) ist grundsätzlich Voraussetzung für eine Promotion.

## Umstellung auf Bachelor und Master
Seit etwa Ende der 2000er Jahre wird der Grad Diplom-Anglist, wie die meisten Diplom-Grade, von deutschen Universitäten in der Regel nicht mehr verliehen, bzw. kann seither nur noch von Studenten erlangt werden, die an ihrer jeweiligen Universität schon vor der Umstellung von Diplom- auf Master- und Bachelorstudiengänge im Studienfach Diplom-Anglistik eingeschrieben waren.
Da sich die ehemaligen Diplomstudiengänge schon von ihrem Aufbau her von den heutigen Bachelor- und Masterstudiengängen unterscheiden, kommt als Äquivalent eines an einer deutschen Universität erlangten Abschlusses im Fach Diplom-Anglistik heutzutage am ehesten ein Master of Arts in einem fächerübergreifenden Studium der Anglistik und Wirtschaftswissenschaft in Betracht. Da durch die Landeshochschulgesetze allerdings allgemein geregelt ist, dass akademische Grade nur in der durch die Verleihungsurkunde bzw. die Prüfungsordnung festgelegten Form geführt werden dürfen, dürfen Diplom-Anglisten (ebenso wie alle anderen Absolventen eines Diplomstudienganges) nur den ihnen ursprünglich verliehenen Grad führen, auch wenn ihr Hochschulabschluss mittlerweile am ehesten einem Master-Grad entspricht.